# Thorsten Wingenfelder

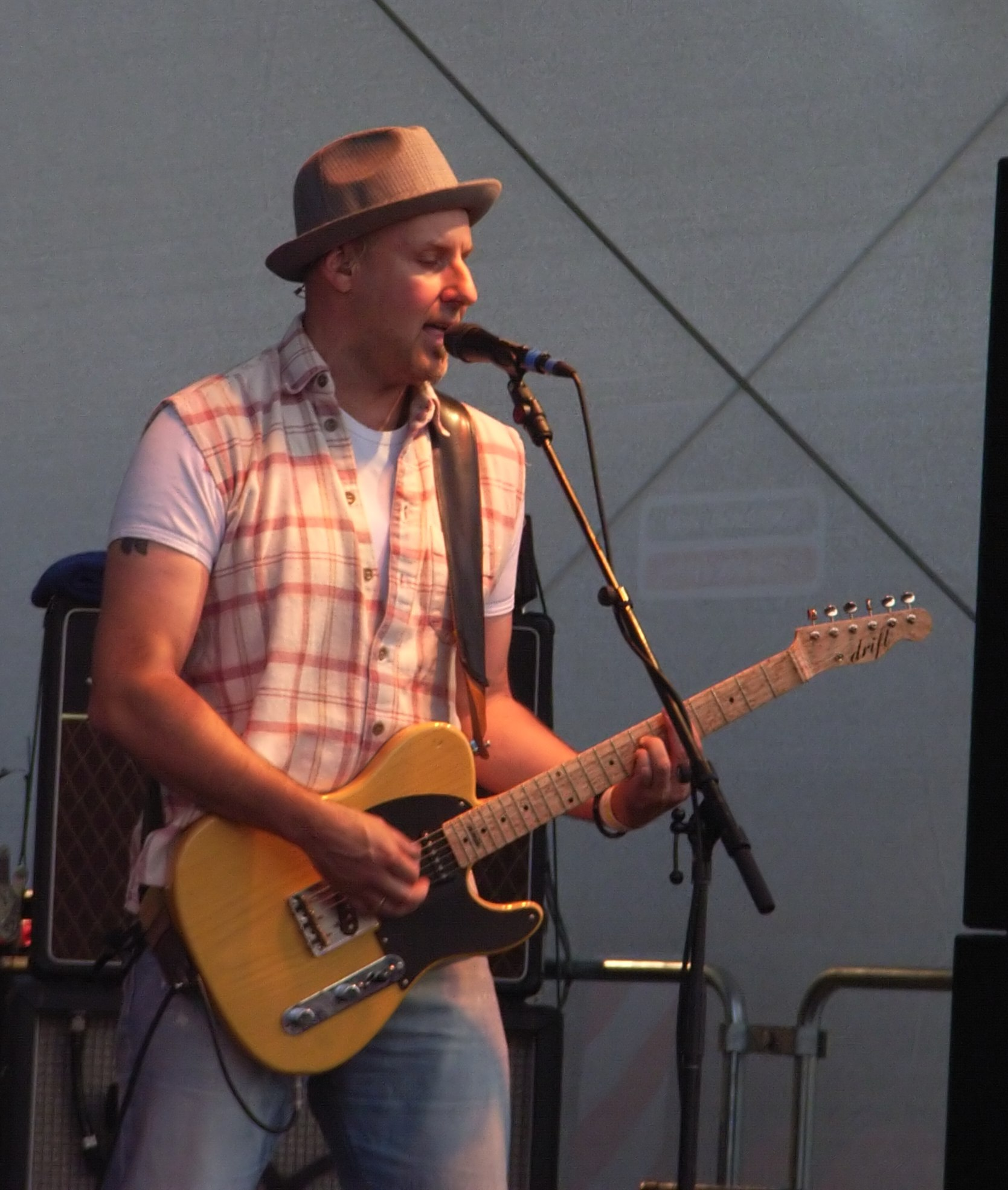
Thorsten Wingenfelder (2007)

Thorsten Wingenfelder (* 23. März 1966 in Hamburg) ist ein deutscher Musiker und ist als solcher Gitarrist und Songschreiber bei der Band Fury in the Slaughterhouse aktiv.
Er arbeitete, als die Band sich von 2008 bis 2011 aufgelöst hatte, als Fotograf. Seit 2010 ist er auch als Gitarrist und Sänger bei Wingenfelder tätig.

## Werdegang
1986 gründete Wingenfelder zusammen mit seinem Bruder Kai sowie Rainer Schumann, Christof Stein-Schneider und Hannes Schäfer in Hannover die Rockband Fury in the Slaughterhouse. Die Band verkaufte in fast 20 Jahren vier Millionen Platten, wurde mehrfach Echo-nominiert und enterte 1994 sogar die Billboard-Modern-Rockcharts in den USA. Viele der Songs, die die Band im Laufe der Jahre bekannt gemacht haben, wie z. B. Time To Wonder, Won’t Forget These Days oder Radio Orchid stammen von ihm und seinem Bruder Kai. Thorsten Wingenfelder zeichnete weiterhin für das erste Fury-Longform-Video Click Songs and Peppermint Stories sowie diverse andere Videos und die Fury-Tourdokumentation auf der DVD Welcome to the Other World verantwortlich.
Im März 2003 veröffentlichte Wingenfelder unter dem Projektnamen Driftland sein erstes Soloalbum Songs of Love and Hope. Am 7. April 2006 folgte die Veröffentlichung des zweiten Soloalbums 360° Heimat, diesmal mit deutschen Texten und unter seinem richtigen Namen. Seit 2007 ist Thorsten Wingenfelder auch als Fotograf tätig. Er gewann 2007 den Porträtpreis bei den fränkischen Medientagen und war beispielsweise verantwortlich für Promo-Fotos des Duos Carolin No, von Fools Garden oder der Schauspieler Ann Kathrin Kramer und Jan Josef Liefers sowie für Kampagnenfotos der Marke Schwarzkopf.
2010 gründete Thorsten Wingenfelder mit seinem Bruder Kai die Band Wingenfelder. 2011 erschien ihr erstes deutschsprachiges Album Besser zu zweit, das Platz 35 der deutschen Charts erreichte. 2012 veröffentlichte das Duo zu Weihnachten die Charity-Single Wenn die Zeit kommt, die Rang 35 der deutschen Single-Charts erreichte. Im Juni 2013 spielten Fury in the Slaughterhouse fünf Jahre nach Bandende in Hannover noch einmal zusammen auf der Expo-Plaza. Zum weit im Vorfeld ausverkauften „Klassentreffen“ benannten Event kamen 25.000 Besucher. 2013 kürzten die beiden Brüder ihren Bandnamen zu Wingenfelder und veröffentlichten mit Selbstauslöser ihr zweites Album, das Platz 23 der deutschen Charts erreichte. 2015 erschien mit Retro ihr drittes Album, das diesmal komplett durch Crowdfunding finanziert wurde. Es kam bis auf Platz 25 der deutschen Charts. Die darauf folgende „Retro“-Tournee führte die Band durch 40 Städte und schloss mit einem ausverkauften Auftritt im Capitol in Hannover ab.
2017 feierte Thorsten Wingenfelder mit seiner alten Band Fury in the Slaughterhouse deren 30-jährigen Geburtstag. Vom 10. bis 12. März 2017 wurden drei Konzerte in der TUI Arena in Hannover gespielt, die mit insgesamt 35.000 Besuchern ausverkauft waren. Das zeitgleich erschienene Best-of-Album 30 erreichte Platz 3 der deutschen Charts. Im gleichen Jahr wurde mit Little Big World ein Akustik-Live-Doppelalbum veröffentlicht, das bis auf Platz 5 der deutschen Charts kam. Im Jahr 2018 erschien das vierte Wingenfelder-Album Sieben Himmel hoch, das Platz 9 der deutschen Charts erreichte und bis dato das erfolgreichste Album der Band darstellt. 2020 kam mit Sendeschluss Testbild ein neues Wingenfelder-Album heraus, das Platz 19 erreichte.
2021 erschien mit Now auch ein neuer Longplayer von Fury in the Slaughterhouse, der Platz 2 der deutschen Charts erklomm. Die Band erhielt 2021 im Rahmen des New Pop Festivals von SWR3 den „Pioneers of Pop“-Lifetime-Achievement Award. 2022 bekamen Fury in the Slaughterhouse den Stadtkulturpreis der Stadt Hannover. 2023 erschien dann das, wiederum von Vincent Sorg produzierte Album Hope, welches das erste Album der Bandgeschichte wurde, das die Nummer 1 der deutschen Charts erreichte.
2024 bekam die Band den renommierten Radio-Regenbogen-Award in der Kategorie Lifetime.
Im Oktober 2024 erschien mit Schlicht und ergreifend das sechste und letzte Album der Band Wingenfelder. Das Album erreichte Rang 16 der deutschen Albumcharts. Wingenfelder lösten sich mit dem Abschlusskonzert der nach dem Album benannten Tournee in Bochum am 12. Januar 2025 auf.

## Ausstellungen
- Castillo, Hannover 2009
- Palais Hainstrasse, Bamberg 2010
- Ausstellung GeZeiTeN, AWD-Gebäude, Hannover, 5/2011–11/2011
- Eröffnungsvernissage Paderborner Fototage 2012
- Haus der Kunst, Nümbrecht im Rahmen der Art & Music / GeZeiTeN 2013
- Drei/3 bei der Messe Lebensart im Rahmen der infa in Hannover 2015

## Privates
Thorsten Wingenfelder lebt seit 2020 in der Nähe von Clenze im Wendland.